# Ryttarhagens naturreservat
Ryttarhagens naturreservat är ett naturreservat i Uppsala kommun i Uppsala län.
Området är naturskyddat sedan 1998 och är 1,4 hektar stort. Reservatet består av en lövlund med lindar där även finns grova ekar, lönn och alm. Mellan träden växer hassel, olvon och tibast. 